# Sacker

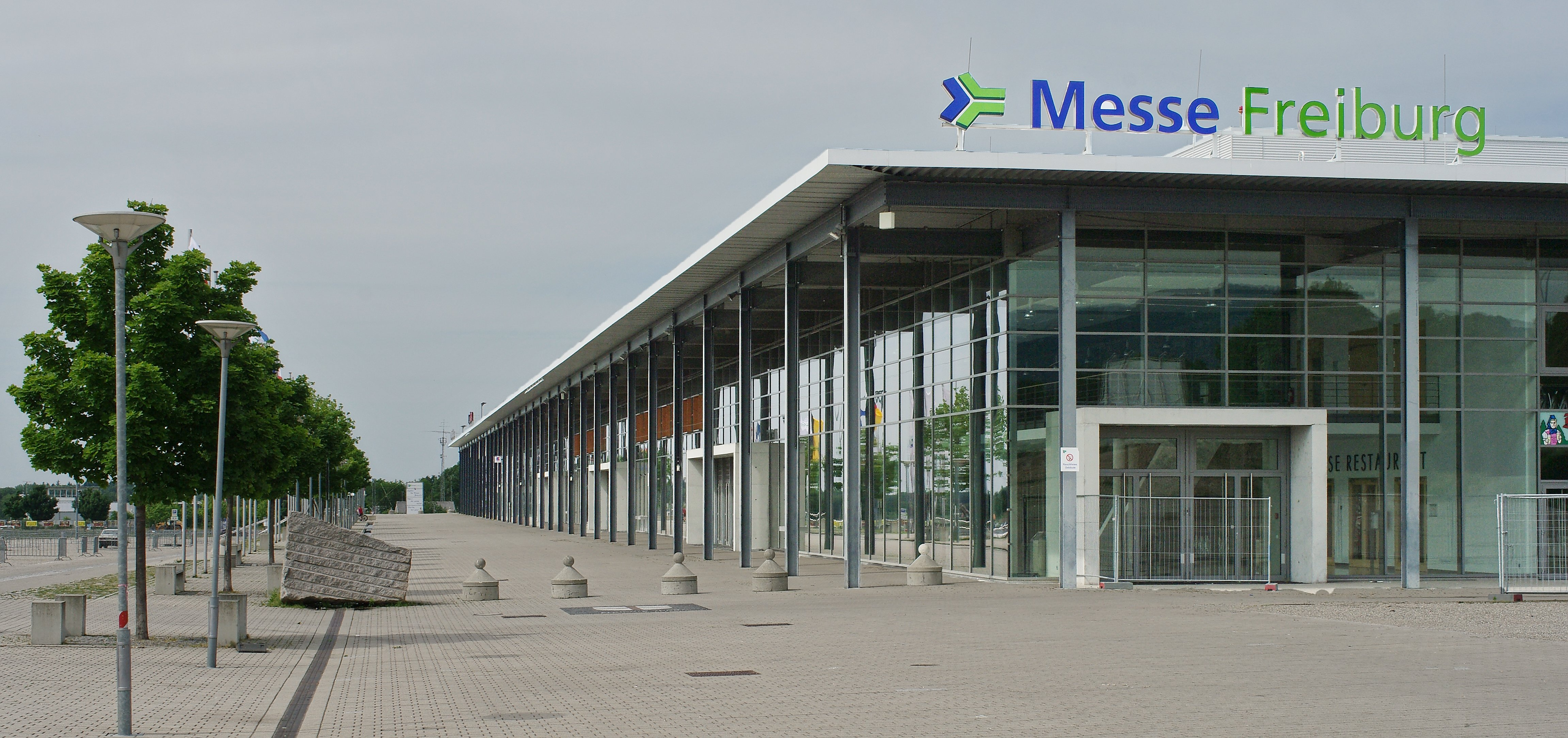
Die Messe Freiburg, nach Sacker.

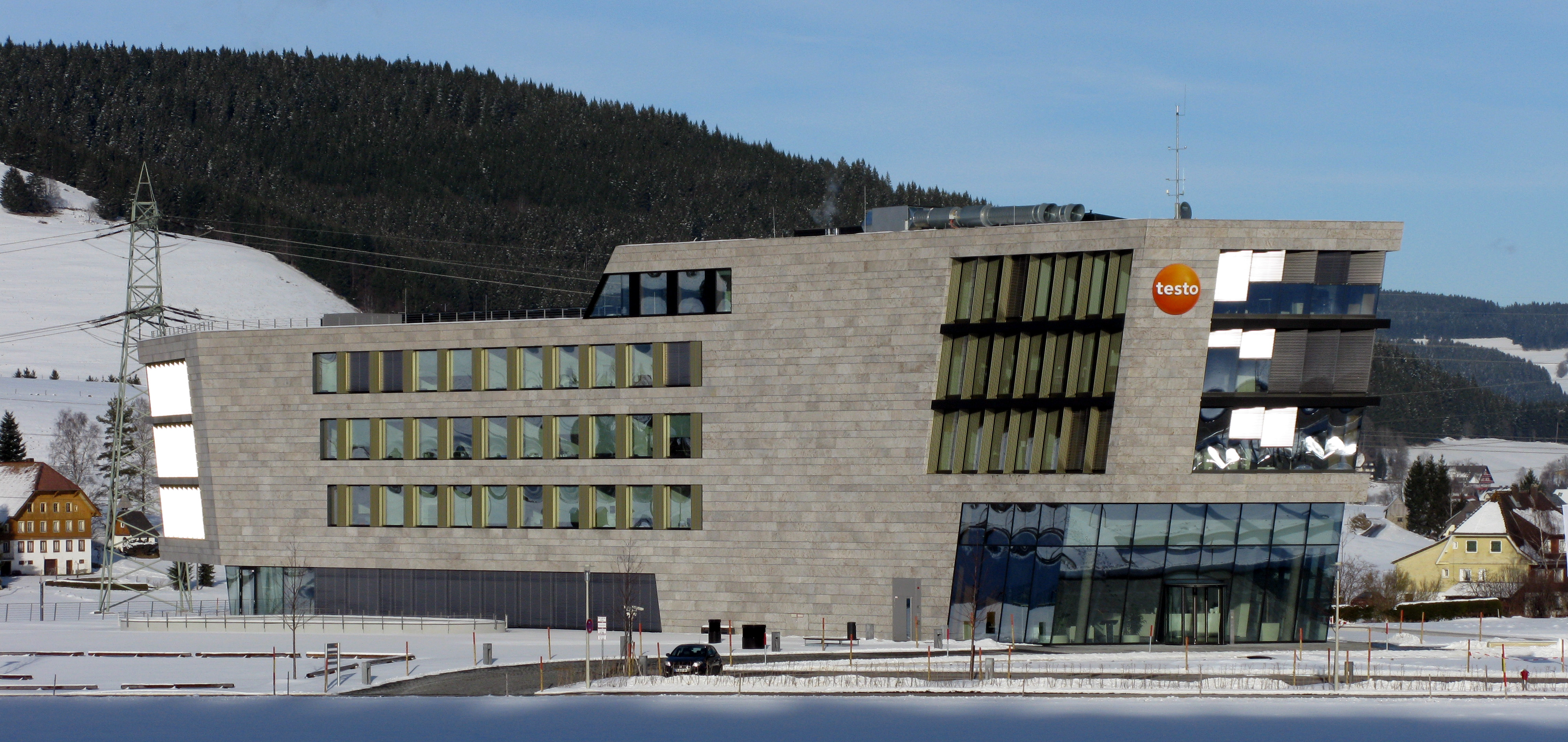
Neubau der Niederlassung von Testo in Titisee.

Sacker (Eigenschreibweise: sacker) ist ein deutsches Architekturbüro in Freiburg im Breisgau, das Schulen, Schwimmbäder, Messen sowie Verwaltungs- und Gewerbebauten und Wohngebäude entwirft. Zu den Bauwerken des Architekturbüros Sacker gehören die Messe Freiburg, das Radon Revital Bad in Menzenschwand sowie der Neubau der Testo-Niederlassung an der B31 in Titisee.

## Geschichte
Das Architekturbüro Sacker wurde 1992 von Detlef Sacker gegründet. Nachdem das Unternehmen 1997 die Wettbewerbe für die Freiburger Messe, die Skulpturenhalle Phleps in Freiburg i. Br. und andere Bauprojekte gewonnen hatte, wuchs das Büro. 2002 entstand die Sacker Generalplaner GmbH, von 1998 bis 2018 gehörte Jens Pasche zur Geschäftsleitung, seit 2014 Christopher Höfler. Seit 2017 wird das Büro rechtlich als Sacker Architekten GmbH geführt und wurde von Detlef Sacker und Höfler als geschäftsführenden Gesellschaftern geleitet. Anfang 2022 schied Unternehmensgründer Sacker aus der Geschäftsführung aus.

### Detlef Sacker
Der Bürogründer und Geschäftsführer (* 1958) studierte Architektur an der Universität Karlsruhe, bevor er sich mit einem eigenen Büro in Freiburg i. Br. niederließ. Detlef Sacker ist Mitglied im Bund Deutscher Architekten und gehörte von 2016 bis 2019 dem Gestaltungsbeirat der Stadt Ulm an. Daneben ist er Mitglied des mobilen Gestaltungsbeirats der Architektenkammer Baden-Württemberg und regelmäßig als Preisrichter bei Architekturwettbewerben tätig.

## Bauten und Baustil
Viele Bauten des Architekturbüros Sacker weisen eine klare und reduzierte Formsprache aus. So basiert der Entwurf der Freiburger Messe (1997) auf langen, quaderförmigen Veranstaltungshallen, die durch Galerien, Brücken und Holzkuben unterbrochen werden. Der Messebau wurde 2000 fertiggestellt. Auch die Skulpturenhalle der Stiftung für Konkrete Kunst Roland Phleps, Freiburg i. Br., (Fertigstellung 1998) sowie das neue Darmstädter Nordbad (2020 im Bau) weisen eine klare Linienführung auf. Die fünf Stadtvillen, die 2017 am Freiburger Güterbahnhof fertiggestellt wurden, basieren auf kubischen Baukörpern, die durch versetzte Fassadenelemente aufgelockert werden.
Die Bauten werden unter Berücksichtigung des jeweiligen Standorts entwickelt. Wie das Hauptgebäude des Unternehmens Testo (Entwurf 2009, Fertigstellung 2012), welches sich mit einer Fassade aus Muschelkalk in die umgebende Landschaft des Schwarzwalds einfügt. Durch die bauliche Nutzung von Geländestufen verbirgt der Gebäudekomplex seine Höhe von sieben Geschossen, von denen jeweils nur maximal fünf zu sehen sind. Geneigte Fassaden sollen das Gebäude außerdem schlanker und schmaler wirken lassen.
Das Radon Revital Bad in Menzenschwand besitzt sanfte Übergänge zwischen den Innen- und Außenbereichen und fügt sich in die Umgebung ein, ohne dass umfangreiche landschaftsbauliche Maßnahmen durchgeführt werden mussten. An Bädern wurden außerdem das Frei- und Seebad in Friedrichshafen (2017), das Hallen- und Freibad in Bretten (2016), das Hallensportbad in Neckarsulm (2014) sowie die Erweiterung und Sanierung des Keidel Mineral-Thermalbads in Freiburg i. Br. realisiert (2011).
Das Büro ist Mitglied der Deutschen Gesellschaft für Nachhaltiges Bauen und verfolgt bei seinen Entwürfen ökologische Aspekte, um den Energiebedarf eines geplanten Baus möglichst niedrig zu halten.

### Wettbewerbserfolge
Das Architekturbüro Sacker gewann mit seinen Entwürfen unter anderem die folgenden ausgeschriebenen Architekturwettbewerbe.
- 2019 Kombibad Mannheim-Herzogenried (1. Preis)
- 2018 SDK Unternehmenszentrale, Fellbach (1. Rang)[13]
- 2017 Neuentwicklung Durlacher Allee, Karlsruhe (1. Preis)[14]
- 2016 Alter Milchhof, Pforzheim (1. Preis)[15]
- 2016 Staudinger Gesamtschule, Freiburg i. Br. (1. Preis)[16][17]
- 2015 Nordbad, Darmstadt (1. Rang)
- 2012 Büro- und Wohngebäude Quartier Hoch Vier, Glückstein-Quartier, Mannheim (1. Preis)
- 2006 Zentralbereich Flughafen, München (1. Preis)
- 2005 Erlebniszentrum Himmelsscheibe von Nebra, Nebra (1. Preis)

### Bildergalerie

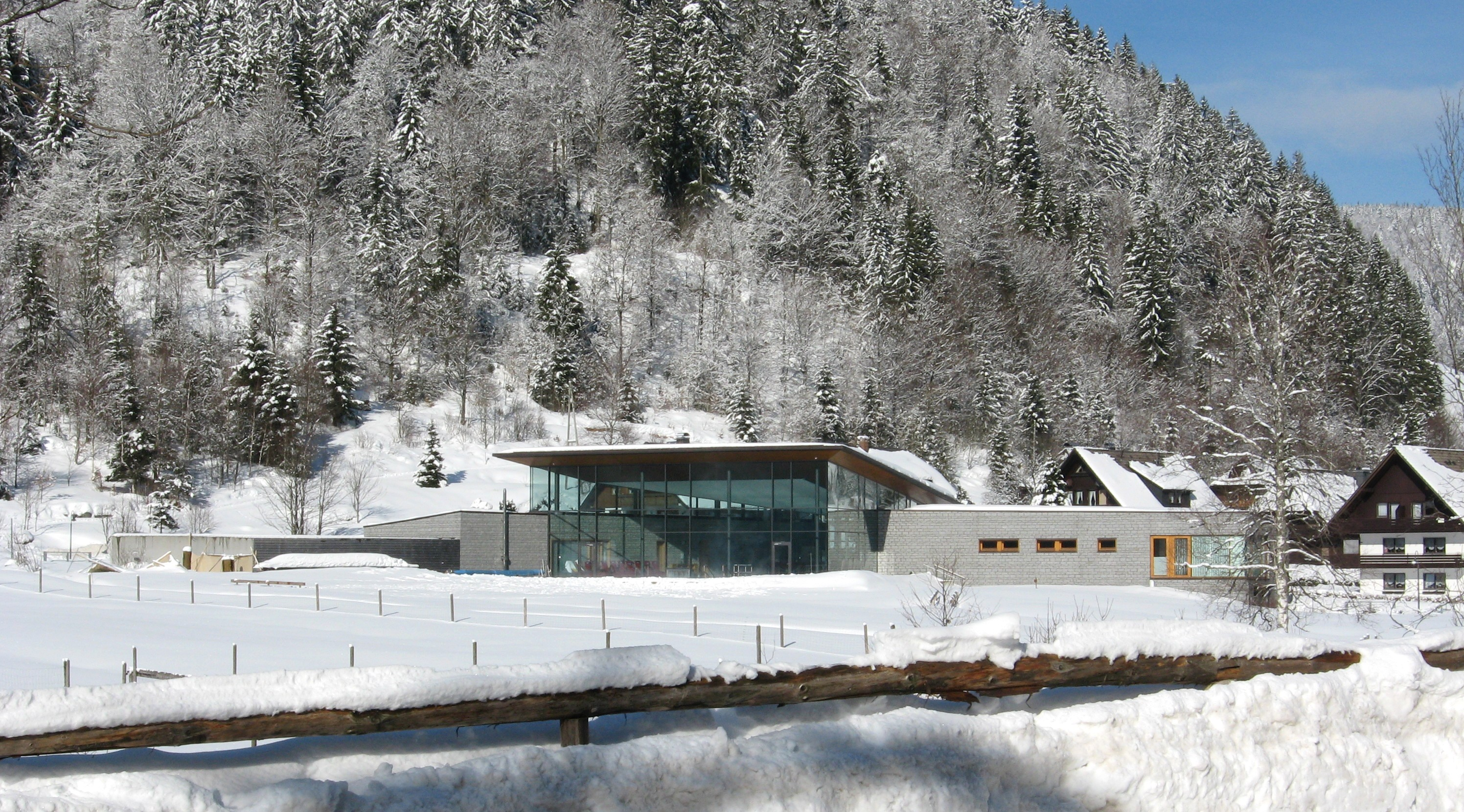
Radon Revital Bad, Menzenschwand
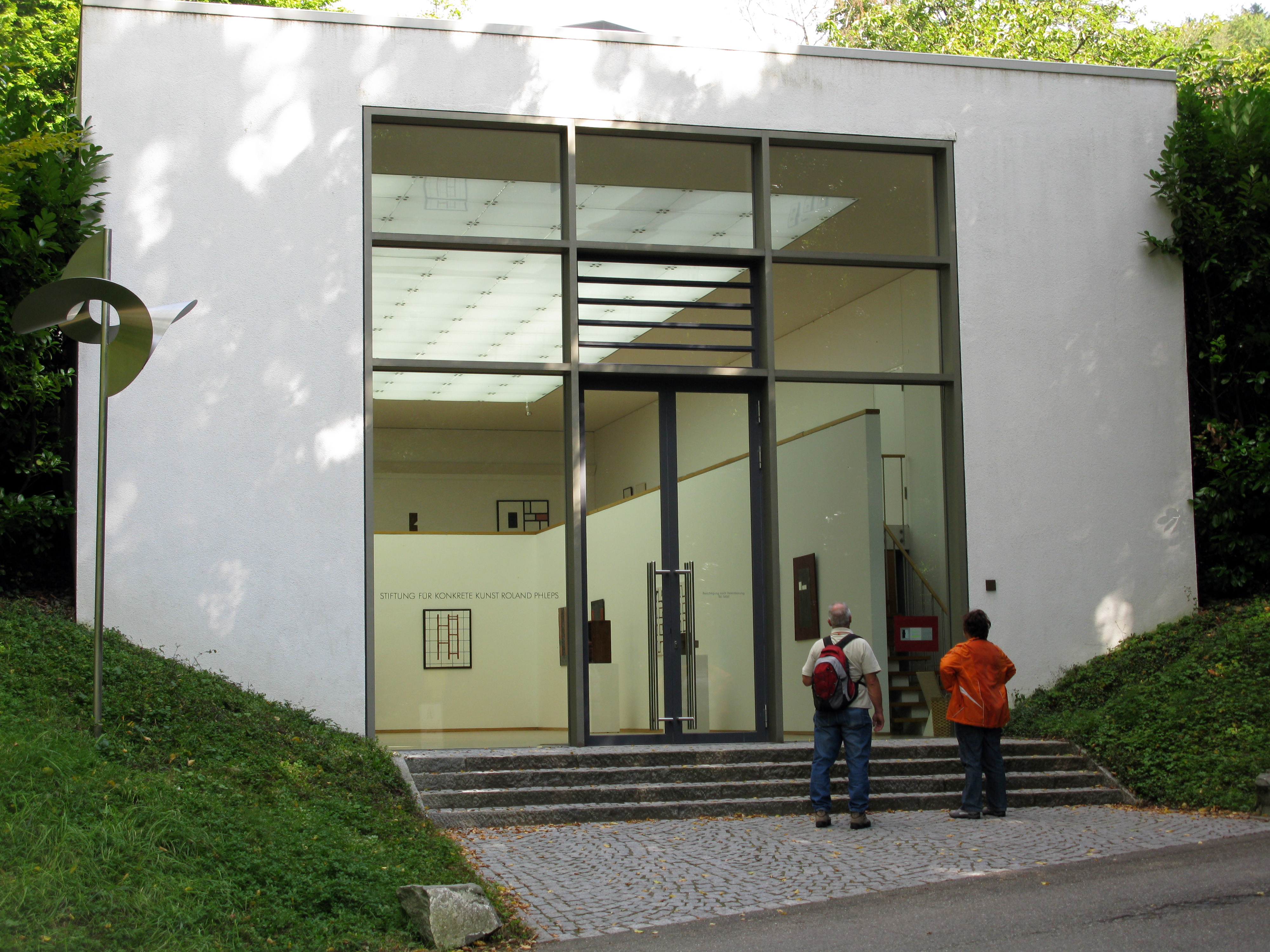
Skulpturenhalle Phleps, Freiburg i. Br. (Außenansicht)
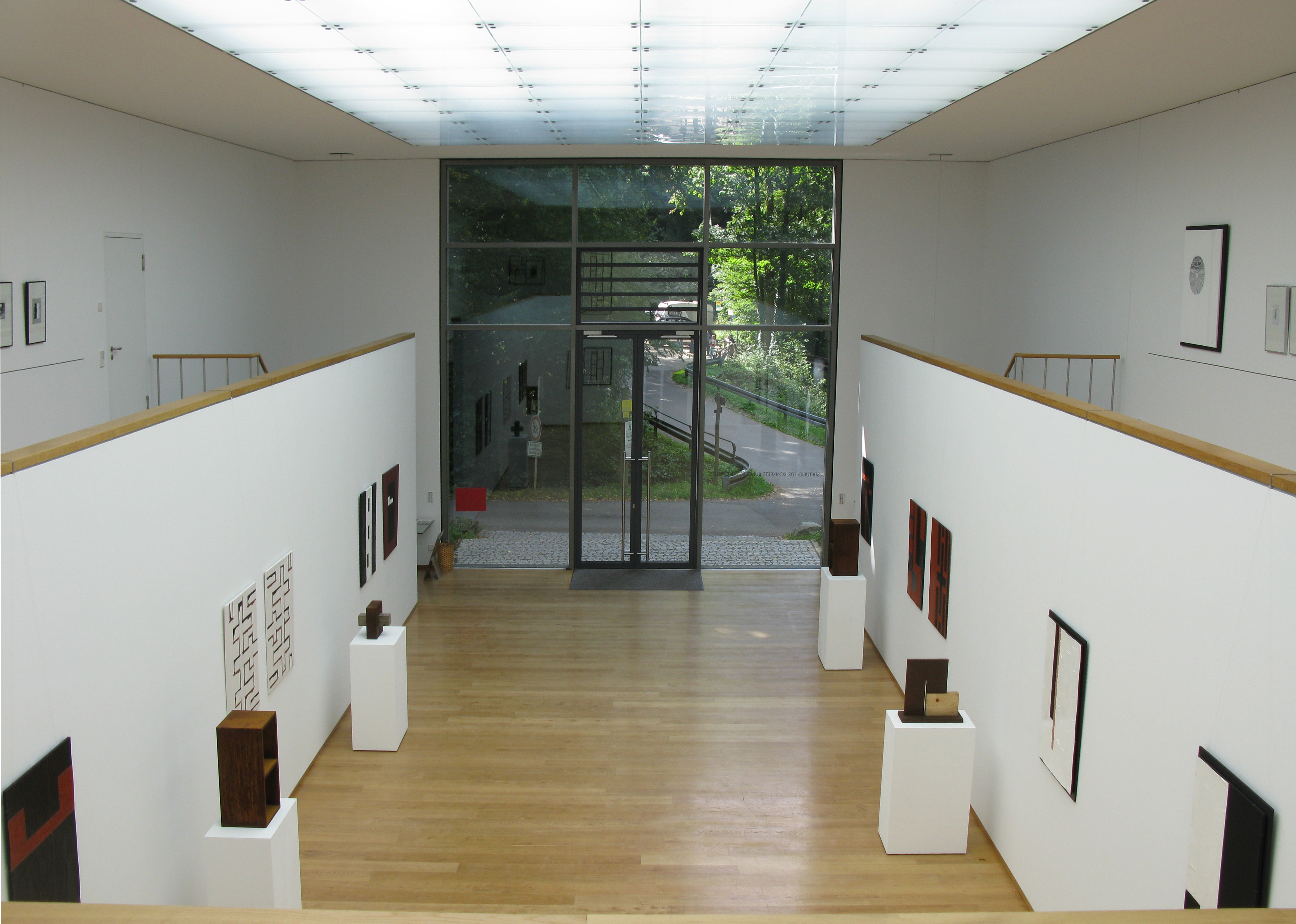
Skulpturenhalle Phleps (Innenansicht)
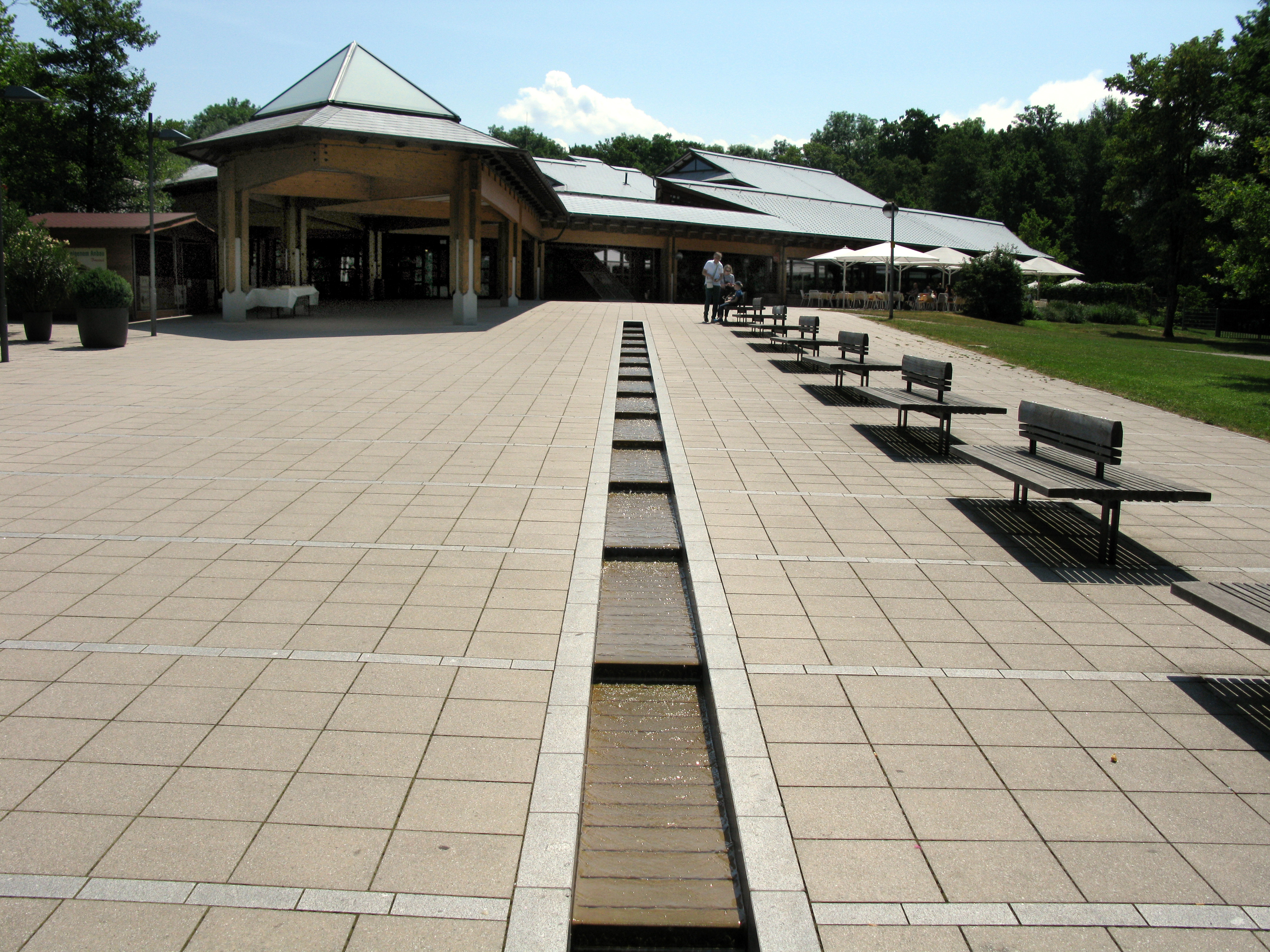
Eingang des Eugen-Keidel-Bads in Freiburg
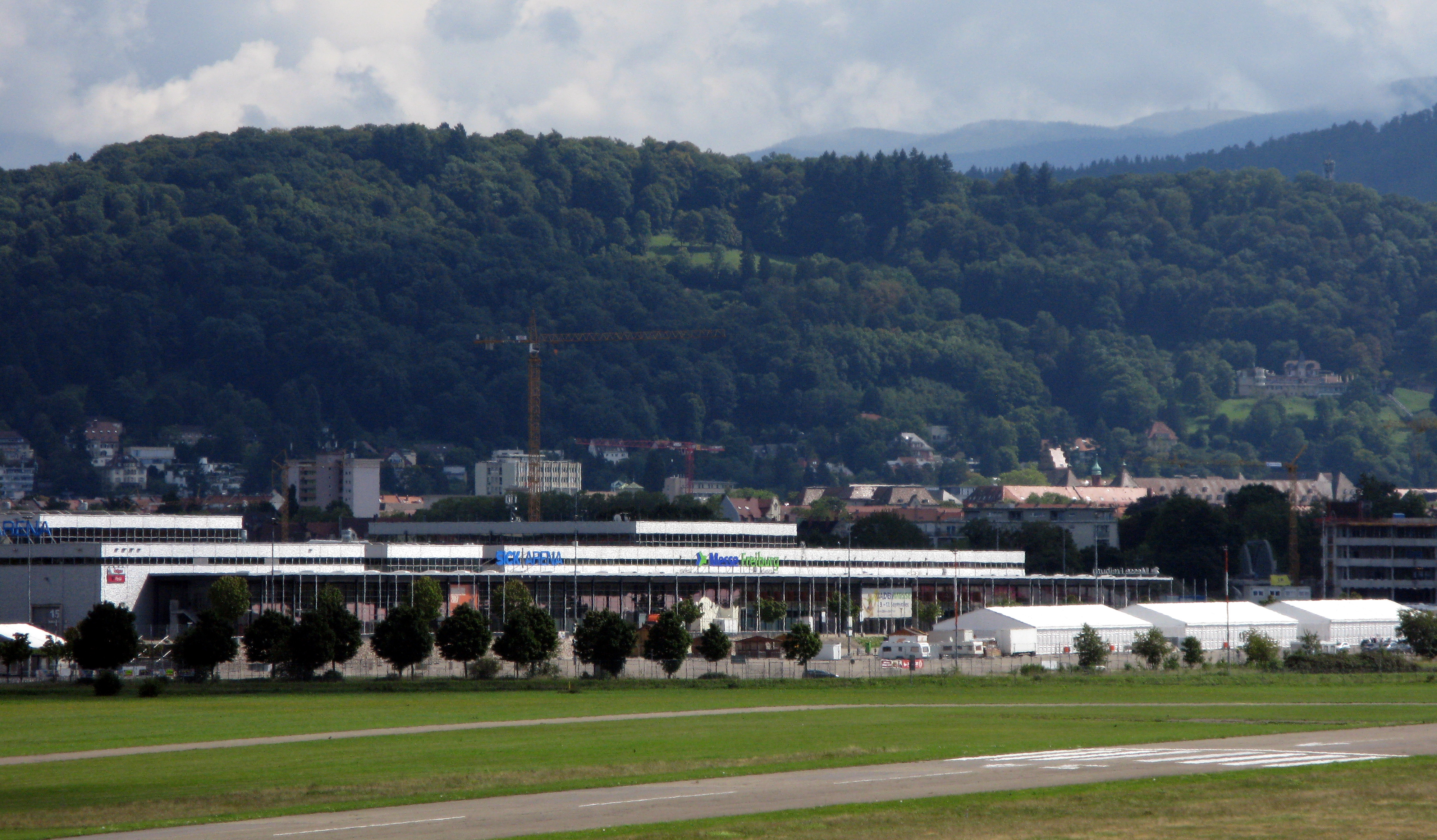
Messe Freiburg mit davorliegendem Flugplatz
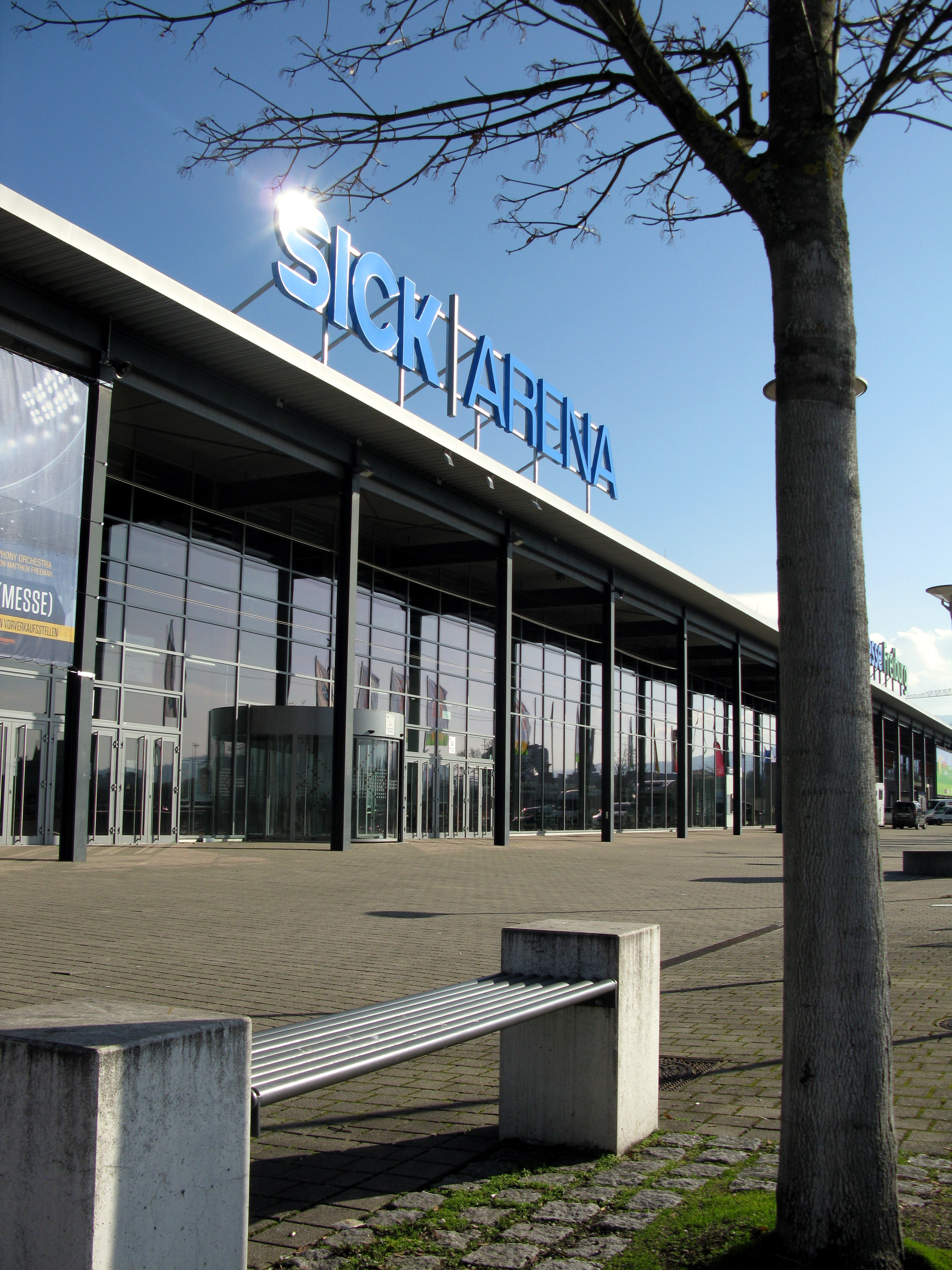
Sick-Arena der Messe Freiburg
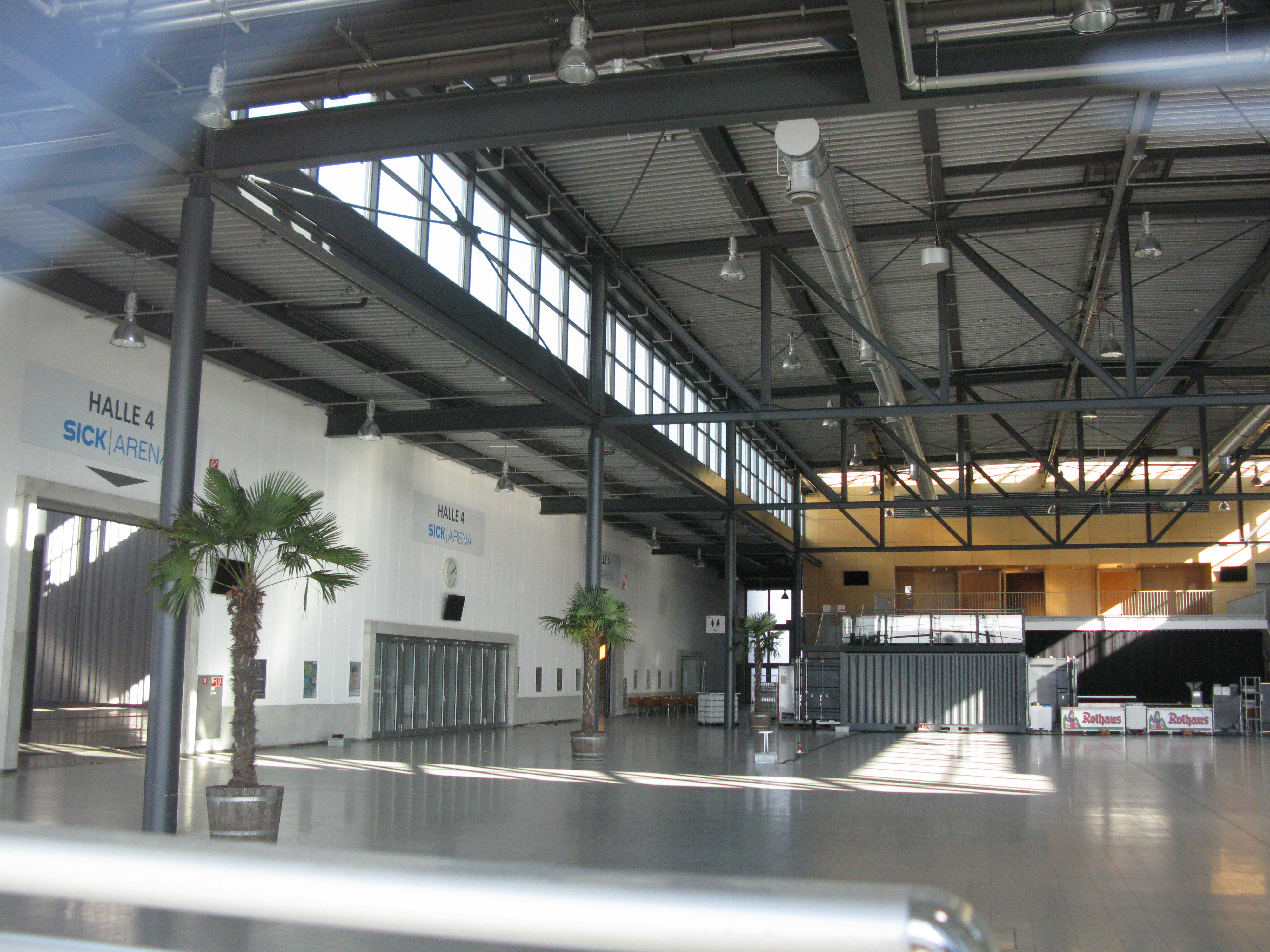
Foyer der Sick-Arena

## Auszeichnungen und Preise
Erste bundesweite Preise gewann Sacker in Form der Auszeichnung guter Bauten des Bunds Deutscher Architekten, zum einen 2002 für die ersten drei Messehallen der Messe Freiburg, zum anderen 2005 für die Mehrzweckhalle der Erich Kästner-Schule (Donaueschingen).
2007 erlangte Sacker durch den Gewinn des IOC/IAKS Award in Bronze (für das Radon Revital Bad) auch einen internationalen Ruf. Mehrfach konnte die baden-württembergische Hugo-Häring-Auszeichnung gewonnen werden, zuletzt 2017 für den Neubau des Testo-Standorts, Titisee.
Darüber hinaus wurden zahlreiche regionale Auszeichnungen gewonnen:
- 2019 Baukultur Kraichgau Würdigung (Kombibad Bretten)
- 2018 Beispielhaftes Bauen Bodenseekreis (Frei- und Seebad Fischbach)
- 2014 German Design Award (Neubau des Testo-Standorts, Titisee)
- 2010 Architekturpreis Wein (Weingut Koch, Bickensohl)